# Bujalance (kommun)
Bujalance är en kommun i Spanien.   Den ligger i provinsen Province of Córdoba och regionen Andalusien, i den centrala delen av landet, 290 km söder om huvudstaden Madrid. Antalet invånare är 7 896.